# Maurice Bayrou
Pour les articles homonymes, voir Bayrou (homonymie).
 (décembre 2016).
Si vous disposez d'ouvrages ou d'articles de référence ou si vous connaissez des sites web de qualité traitant du thème abordé ici, merci de compléter l'article en donnant les références utiles à sa vérifiabilité et en les liant à la section « Notes et références ».
Maurice Bayrou, né le 2 mars 1905 à Lanta (Haute-Garonne) et mort le 29 décembre 1996 à Lamorlaye (Oise), est un homme politique français, ingénieur agricole et vétérinaire de profession.

## Biographie
Le 29 août 1940, Maurice Bayrou participe au ralliement de l'Oubangui-Chari, où il était inspecteur du service d'élevage, à la France libre. Il s'engage dans le 2e bataillon de marche de l'Afrique-Équatoriale française (AEF), combat en Syrie, puis en Égypte et en Libye (bataille de Bir Hakeim). Grièvement blessé, il est hospitalisé, puis reprend en 1943 un commandement en Afrique équatoriale. Il participe aux liquidations des dernières poches allemandes en 1944-1945. Il est Compagnon de la Libération - décret du 28 mai 1945.
En 1945, il devient inspecteur général du service d'élevage en AEF.
Maurice Bayrou quitte ce poste en 1946 et devient député gaulliste du Moyen-Congo et du Gabon sous l'étiquette de « socialiste indépendant ». Il siège d'ailleurs au groupe de l'UDSR avant de s'inscrire après sa réélection de 1951 au RPF. Maurice Bayrou se fait l'avocat du conservatisme en matière coloniale, à l'instar des autres cadres du RPF et notamment ceux d'Afrique. Par exemple, il critique vivement François Mitterrand, ministre de la France d'outre-mer de 1950 à 1951, et prône le maintien du double collège électoral (un pour les colons, un pour les Africains).
Il est Secrétaire d'État à la France d'outre-mer du 1er mars au 6 octobre 1955.
Bayrou est réélu député jusqu'en 1959, année où il devient sénateur de la Seine, puis de Paris après avoir brièvement présidé le groupe parlementaire de l'UNR et juge titulaire à la Haute Cour de justice. Vice-président du Sénat d'octobre 1965 à octobre 1968, il reste sénateur jusqu'en 1977.

## Décorations
- Grand officier de la Légion d'honneur
- Compagnon de la Libération par décret du 28 mai 1945[1]
- Croix de guerre 1939-1945 (3 citations)

 Médaille de la Résistance française, avec rosette par décret du 31 mars 1947
- Chevalier de l'ordre du Mérite agricole
- Médaille coloniale avec agrafes Afrique-Équatoriale française, Libye, bataille de Bir Hakeim
- Insigne des blessés militaires
- Médaille commémorative des services volontaires dans la France libre
- Mérite Syrien de 3e classe